# Cannes Échecs
Cannes Échecs est un club d’échecs français, fondé en 1985 par Damir Levacic à Cannes. Cannes Échecs est plusieurs fois titulaire de l'oscar du meilleur club de France. Il a participé plusieurs fois au championnat d'échecs du Top 16, et il joue désormais en Top 12 (ancien top 16) après sa remontée lors de la saison 2022-2023.
Le club est vainqueur de la Coupe de France d'échecs des clubs en 1984.

## Championnat de France des clubs (Top 12)

### Équipe première
L'équipe première de Cannes Échecs a longtemps joué dans la division de l'élite échiquéenne française « Nationale 1 », puis « Top 16 ».  Elle a terminé à de nombreuses reprises sur le podium du championnat, de 1987 à 2008.
L'équipe remonte en top 12 en 2023 après sa victoire en nationale lors de la  saison 2022-2023.

#### Palmarès
Le club obtient huit fois la deuxième place lors des saisons 1986-1987, 1989-1990, 1995-1996, 2000-2001, 2001-2002, 2004-2005, 2007-2008 et 2007-2008.

Le club termine également cinq fois à la troisième place, lors des saisons 1990-1991, 1994-1995, 1996-1997, 2002-2003 et 2003-2004.

### TOP-Jeunes
Le club a remporté 10 fois la compétition (record national). 

## Personnalités

### Actuellement au club
L'équipe actuel compte plusieurs personnalités :
- Stephan Djuric, GMI
- Kateryna Lagno, GMI
- Benoît Lepelletier
- Li Chao, GMI

### Anciens membres
- Damir Levacic, président-fondateur puis directeur, MI

## Structures du club
Le club intervient depuis plus de trente ans dans les écoles pour apprendre aux élève à jouer aux échecs, avec le soutien des pouvoirs publics.